# Hua Mulan
Dans ce nom chinois, le nom de famille, Hua, précède le nom personnel.
Pour les articles homonymes, voir Hua.
Hua Mulan (chinois simplifié : 花木兰 ; chinois traditionnel : 花木蘭 ; pinyin : Huā Mùlán ; Wade : Hua¹ Mu⁴-lan² ; EFEO : houa-mou-lan ; cantonais Jyutping : Faa¹ Muk⁶-laan⁴) est l'héroïne d'origine tabghache d'une légende chinoise qui raconte comment une jeune fille se déguise en homme pour prendre la place de son père trop vieux lors d'une mobilisation ordonnée par l'empereur de Chine pour combattre un royaume anonyme. Elle combat de nombreuses années avec succès avant qu'on s'aperçoive qu'elle est une femme. La légende s'est développée à partir d'un poème de l'époque médiévale, La Ballade de Mulan (木蘭詩, Mùlán shī). Le nom de famille Hua (花) lui fut attribué ultérieurement. En chinois mandarin, Hua signifie « fleur » et Mulan signifie « magnolia »,. Une autre hypothèse indique que son nom aurait pour origine une ancienne langue altaïque d'Asie centrale et signifierait « cerf » ou « élan ».

## Origine
Dans l’histoire originelle, Mulan n'est pas à proprement parler une soldate chinoise. Elle aurait été d'origine tabghache, un peuple turco-mongol ou  xianbei, un peuple nomade du Nord-Ouest de l'Asie intérieure. 

## LaBallade de Mulan
La Ballade de Mulan (chinois : 木蘭詩 ; pinyin : Mùlán shí) est la plus ancienne version connue de l'histoire, par une anthologie de la dynastie Song (XIIIe siècle), qui le présente comme un texte plus ancien encore. Elle raconte l'histoire d'une jeune fille qui s'engage dans l'armée d'un royaume des steppes du nord de la Chine en se faisant passer pour un homme afin d'éviter cette charge à son vieux père, et qui se distingue au combat avant de revenir dans son village après de nombreuses années. L'histoire est par la suite adaptée sous d'autres formes. C’est sous les Ming que Xu Wei dans sa pièce Mulan, femme, remplace son père sous les drapeaux lui donne le nom de famille Hua (花) qui lui restera. Toujours sous les Ming, Liu Weide (劉惟德) en fait l’héroïne d’un roman dans lequel elle s’appelle Han E (韓娥) et change son prénom en Mulan. Auparavant, elle avait été mentionnée sous le nom de famille Ren (任) dans le Nouveau livre des Tang. Des archives locales en ont fait une enfant du pays sous d’autres noms de famille : Zhu (朱), Wei (魏).

## Adaptations
Plusieurs longs métrages, ballets et pièces de théâtre chinois se sont inspirés de cette histoire.
Une première adaptation cinématographique est faite en 1928 avec Mulan rejoint l'armée (木兰从军), suivie d'une seconde version portant le même titre en 1939, puis Lady General Hua Mu-lan en 1964.
La société Disney s'inspire librement de cette histoire pour son film d'animation Mulan, sorti en 1998. Ce film connaît une suite sortie en vidéo en 2004.
En 1998 également, le docteur Tanaka Yoshiki et la mangaka Akino Matsuri créent un court manga Shojo, Kaze yo banri wo kakeyo, où l'épopée de Mulan se déroule sous le règne de l'empereur Sui Yangdi.
En 2009, cette légende est à nouveau adaptée au cinéma par Jingle Ma, sous le titre Mulan, la guerrière légendaire, avec dans le rôle-titre l'actrice et chanteuse chinoise Zhao Wei.
En 2011, le spectacle du cirque Phénix par les Étoiles de Pékin (en représentation à Paris) s'inspire de cette légende. La même année, le spectacle  « Mulan Girl » est créé et joué à plusieurs reprises à Taipei et à Singapour. L'histoire tourne autour de la quête d'identité de Mulan et dévoile le triangle amoureux entre l’héroïne, le général, et son amour d'enfance Jiang Guanfu. L'histoire aborde également la place des femmes dans la société contemporaine, le choix de l'orientation sexuelle, des questions de genre ou encore l'intimidation au sein de l'armée.
En 2012, la deuxième saison de la série télévisée Once Upon A Time met en scène Mulan, interprétée par Jamie Chung.
En 2013, la deuxième saison de la web-série University Ever After (mettant en scène des personnages de contes de fée au XXIe siècle) introduit les personnages de Mulan et de Shang, plutôt inspirés du film Disney.
La même année, deux séries télévisées chinoises sont produites : The Legend of Hua Mulan (avec Hou Meng Yao dans le rôle titre) et Jin Guo Da Jiang Jun (avec Elanne Kong dans le rôle principal).
Le livre pour enfants La Légende de Mulan de 1998, par Laurent Divers (éditions Hemma), est librement inspiré du mythe.
En 2020, Mulan de Niki Caro, adaptation live action du film d'animation de Disney, sort sur la plateforme Disney+. Sa sortie en salle est annulée à la suite de la fermeture des cinémas dans le contexte de la pandémie de Covid-19.